# Соболь Петро Іванович
Петро́ Іва́нович Со́боль (* 1940) — український історик та педагог, 1979 — кандидат історичних наук, 1985 — доцент.

## Життєпис
Закінчив в Уфі Башкирський державний університет — історик; працював там же на кафедрі асистентом.
Після проходження аспірантури 1979 року захистив вчений ступінь кандидата історичних наук.
На початку 1980-х років працював доцентом Сумського інституту, з 1987 — доцент кафедри українознавства Миколаївського сільськогосподарського інституту; після того — доцент кафедри історії України Миколаївського державного університету ім. Сухомлинського.
Є автором більш як 100 наукових праць, в тому числі 6 книг у співавторстві та двох одноосібних. Також вийшло друком до 60 науково-популярних краєзнавчих статей.
Брав участь в більш як 10 міжнародних та великій кількості всеукраїнських, регіональних й обласних наукових конференцій.
Написав монографію «Радянський тоталітаризм в Україні: роки колективізації і голоду (1929—1933 рр.)» — Суми, видавничо-виробниче підприємство «Мрія-1» ТОВ, 2010.
Працює над темою «Українофобія на півдні України в 20-30-ті роки ХХ ст.», досліджує культурологічні аспекти радянських Голодоморів 20 сторіччя, сталінські репресії 1930-х років.
2002 року в складі авторського колективу книги «Миколаївщина: літопис історичних подій» став лауреатом обласної культурологічної премії ім. М. М. Аркаса.
Серед його робіт — «Члени Миколаївської „Просвіти“ — жертви сталінських репресій» — зокрема, про Миколу Лагуту;
- «Нариси історії Миколаївщини XX століття» — Миколаївський державний університет ім. В. О. Сухомлинського, — Миколаїв, МДГУ, 2005,
- в краєзнавчому альманасі «Історія. Археологія. Наука. Культура. Освіта. Промисловість. Сільське господарство» (Миколаїв, 2005) — статті «Розвиток мистецтва: Український контекст», «Українізація в миколаївському педагогічному інституті: 1920-30 ті роки», «Русифікація на Миколаївщині в роки хрущовської відлиги».

Виступав офіційним опонентом при захисті кандидатської дисертації «Політика українізації на Півдні України у 20 — 30-ті роки XX ст.» Стремецькою Вікторією Олександрівною.